# Martin Jetpack
Martin Jetpack — персональный сверхлёгкий летательный аппарат вертикального взлёта и посадки. Разработчик — новозеландская частная компания Martin Aircraft. Движители — воздушные винты малого диаметра в кольцевых каналах, вращаемые двигателем внутреннего сгорания. Впервые представлен 29 июля 2008 года на EAA AirVenture Oshkosh, мероприятии, проводимом ассоциацией экспериментальной авиации в городе Ошкош, Висконсин. По классификации FAA аппарат относится к классу сверхлёгких (англ. Ultralight) и не требует пилотской лицензии для выполнения полётов.
В отличие от других устройств типа «реактивный ранец» Martin Jetpack является первым готовым к практическому применению. Разработка проекта заняла 27 лет. Двухтактный ДВС летательного аппарата работает на бензине. По расчётам, Martin Jetpack может достигать скорости в 100 км/ч, подниматься на высоту 2,5 км и держаться в воздухе на протяжении примерно получаса при полном баке.
Компания Martin Aircraft планирует (2008) поставить аппараты на рынок.

## История
Martin Jetpack разрабатывался более 30 лет. Гленн Нил Мартин (Glenn Neal Martin; не путать с Гленном Л. Мартином из US Martin Aircraft) начал работу над ним в своём гараже в Крайстчерче в 1980-х годах.
Авиационные регулирующие органы Новой Зеландии одобрили реактивный ранец Martin для ограниченного набора пилотируемых летных испытаний в 2013 году. По состоянию на 2016 год ожидаемая цена коммерческого производства составила 250 000 долларов США.
Гленн Мартин внезапно ушел в отставку 4 июня 2015 года после 30 лет инвестиций в продукт.
В августе 2016 года генерального директора Пита Кокера сменил бывший финансовый директор Джеймс Уэст. Компания закрылась в 2019 году. KuangChi Science, мажоритарный акционер Martin Aircraft с долей 52 %, ищет покупателя на оставшиеся активы.

## Описание
Martin Jetpack представляет собой небольшой вертикальный взлетно-посадочный аппарат с двумя канальными вентиляторами(англ.), обеспечивающими подъемную силу, и 2,0-литровым (120 куб. Дюймов) поршневым бензиновым двигателем V4 мощностью 200 лошадиных сил (150 кВт). Хотя его пилот пристегивается к нему и не сидит, устройство нельзя отнести к ранцевым устройствам, поскольку оно слишком велико, чтобы его можно было носить во время ходьбы. Однако Martin Jetpack не соответствует классификации Федерального управления гражданской авиации как сверхлегкий самолет: он соответствует ограничениям по весу и топливу, но не может соответствовать требованиям скорости сваливания при выключенном питании. Намерение состоит в том, чтобы создать специальную классификацию для реактивного ранца — он использует тот же бензин, что и автомобили, на нем относительно легко летать, и он дешевле в обслуживании и эксплуатации, чем другие сверхлегкие самолеты. Большинству вертолетов требуется хвостовой винт для противодействия крутящему моменту ротора, который, наряду с шарнирно-сочлененной головкой, чрезвычайно усложняет полет, конструкцию и техническое обслуживание. Martin Jetpack спроектирован так, чтобы быть нейтральным по крутящему моменту — у него нет хвостового винта, нет коллективного, без шарнирных или ножных педалей — и эта конструкция значительно упрощает полет. Тангаж, крен и рыскание контролируются одной рукой, высота — другой.

### Версия P12
Еще одна версия Martin Jetpack была построена для подготовки к пилотируемым летным испытаниям. Новый прототип с дескриптором P12 имел несколько конструктивных улучшений по сравнению с более ранними версиями, в том числе более низкое положение воздуховодов Martin Jetpack, что, как сообщается, привело к лучшей маневренности. Он также имел полностью интегрированную электродистанционную систему управления. P12 должен был быть превращен в серийную модель для работников первой помощи. Ожидалось, что более легкий личный реактивный ранец будет доступен в 2017 году.
Ожидалось, что в целях повышения безопасности готовый продукт будет оснащен низкораскрывающимся баллистическим парашютом, а также шасси и пилотным модулем из углеродного волокна.

## Тестовые полёты
29 мая 2011 года Martin Jetpack успешно завершил испытательный дистанционно управляемый беспилотный полет на высоту 1500 м (5000 футов) над уровнем моря и провел успешные испытания своего баллистического парашюта.
Вторая версия реактивного ранца Martin, получившая обозначение P12, получила одобрение Управления гражданской авиации Новой Зеландии на начало пилотируемых летных испытаний в августе 2013 года. Согласно обновлению инвесторов от августа 2016 года, для завершения процесса сертификации потребуется дополнительное финансирование.